# 贾夫纳半岛

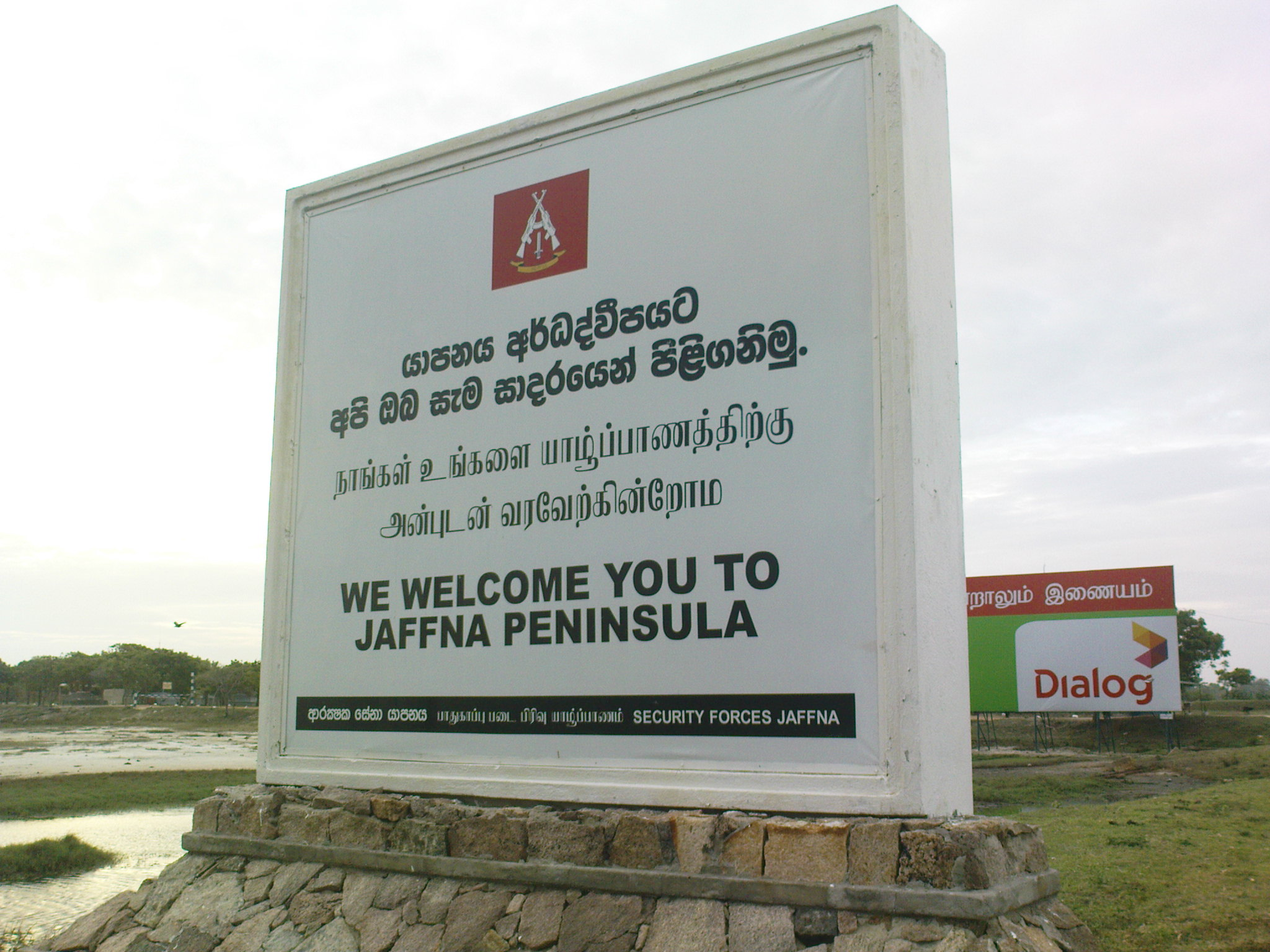
賈夫納半島入口處的標誌

贾夫纳半岛（泰米尔语：யாழ்ப்பாணக் குடாநாடு）是斯里兰卡北部一半岛，隔保克海峡与印度相望，南部由大象通道与斯里兰卡主岛相连，长88公里，宽约24公里，总面积约1000平方公里，属北部省贾夫纳区管辖。
贾夫纳半岛的人口稠密，以泰米尔人为主，是泰米尔-伊拉姆猛虎解放组织的主要根据地。半岛最大城市是贾夫纳，人口约13万人。